# 옥전초등학교 오류분교
옥전초등학교 오류분교는 경상북도 의성군 옥산면에 있었던 초등학교 분교이다.

## 연혁
- 1938년 6월 9일 옥전공립보통학교 부설 오류간이학교 설립 인가
- 1938년 7월 12일 오류간이학교 개교
- 1941년 4월 1일 옥전공립국민학교 오류분교 개편
- 1944년 3월 22일 오류공립국민학교 승격
- 일자미상 오류국민학교 개편
- 1993년 3월 1일 옥전국민학교 분교장 격하 편입
- 1996년 3월 1일 옥전초등학교 오류분교 개편
- 1999년 9월 1일 폐교 및 옥전초등학교 통폐합